# Сузегана
Сузегана (итал. Susegana) је насеље у Италији у округу Тревизо, региону Венето.
Према процени из 2011. у насељу је живело 3414 становника. Насеље се налази на надморској висини од 69 м.

## Становништво
Према резултатима пописа становништва 2011. у општини је живело 11.702 становника.
| 1931. | 1936. | 1951. | 1961. | 1971. | 1981. | 1991. | 2001.  | 2011.  |
| ----- | ----- | ----- | ----- | ----- | ----- | ----- | ------ | ------ |
| 6.929 | 7.105 | 6.971 | 7.120 | 8.227 | 9.020 | 9.660 | 10.754 | 11.702 |